# Essam Yassin Abbas
Essam Yassin Abbas (en árabe: عصام ياسين عباس; nacido en Irak, 11 de marzo de 1987) es un futbolista internacional iraquí. Juega de defensa y su equipo actual es el Al-Amana.

## Trayectoria
Essam Yassin, que actúa de defensa o de centrocampista realizando labores defensivas, empezó su carrera profesional en 2004, en el Al-Kahraba.
En 2005 emigra a Siria, donde se une al Al-Horriya. En su primera temporada ayuda a su equipo a eludir el descenso. En la temporada siguiente el Al-Horriya vuelve a salvarse por los pelos, quedando el 12.º en la clasificación, a un solo puesto del descenso.
En 2007 regresa a Irak para jugar con el Suleimaniya FC.
Poco después ficha por el Dohuk Football Club, con el que consigue un cuarto puesto en Liga.
En 2008 firma un contrato con su actual club, el Al-Amana. En su primera temporada ayuda a su nuevo club a llegar a la fase final de la Liga Premier de Irak, consiguiendo además una plaza en la siguiente edición de la Copa AFC.

## Selección nacional
Ha sido internacional con la Selección de fútbol de Irak en 1 ocasión. Su debut con la camiseta nacional se produjo el 31 de mayo de 2009 en un partido amistoso contra Catar, en el que su selección perdió por un gol a cero.
Ha sido convocado para participar en la Copa Confederaciones 2009.

## Clubes
| Club                      | País  | Año       |
| ------------------------- | ----- | --------- |
| Al-Kahraba                | Irak  | 2004-2005 |
| Al-Horriya                | Siria | 2005-2007 |
| Suleimaniya Football Club | Irak  | 2007      |
| Dohuk Football Club       | Irak  | 2008      |
| Al-Amana                  | Irak  | 2008-     |